# Lypha vestita
Lypha vestita là một loài ruồi trong họ Tachinidae.